# Кліфтон (Нью-Джерсі)
Кліфтон (англ. Clifton) — місто (англ. city) в США, в окрузі Пассаїк штату Нью-Джерсі. Населення — 90 296 осіб (2020). 11 місце у штаті за неселенням. Статус окружного міста Кліфтон отримав 26 квітня 1917 року внаслідок референдуму, змінивши попередній центр «графства», Акваканьйонк (англ. Acquackanonk Township).

## Географія
Кліфтон розташований за координатами 40°51′44″ пн. ш. 74°9′37″ зх. д. / 40.86222° пн. ш. 74.16028° зх. д. (40.862137, -74.160393).  За даними Бюро перепису населення США в 2010 році місто мало площу 29,52 км², з яких 29,16 км² — суходіл та 0,35 км² — водойми.

## Демографія
Згідно з переписом 2010 року, у місті мешкало 84 136 осіб у 30 661 домогосподарстві у складі 21 115 родин. Було 31946 помешкань
Расовий склад населення:
| - 69,6 % — білих - 8,9 % — азіатів - 4,9 % — чорних або афроамериканців - 0,5 % — корінних американців - 12,4 % — осіб інших рас |

До двох чи більше рас належало 3,6 %. Частка іспаномовних становила 31,9 % від усіх жителів.
За віковим діапазоном населення розподілялося таким чином: 22,0 % — особи молодші 18 років, 64,1 % — особи у віці 18—64 років, 13,9 % — особи у віці 65 років та старші. Медіана віку мешканця становила 38,4 року. На 100 осіб жіночої статі у місті припадало 93,2 чоловіків;  на 100 жінок у віці від 18 років та старших — 90,4 чоловіків також старших 18 років.
Середній дохід на одне домашнє господарство  становив 84 875 доларів США (медіана — 67 992), а середній дохід на одну сім'ю — 96 677 доларів (медіана — 80 705). Медіана доходів становила 53 470 доларів для чоловіків та 42 496 доларів для жінок. За межею бідності перебувало 9,1 % осіб, у тому числі 13,6 % дітей у віці до 18 років та 7,8 % осіб у віці 65 років та старших.
Цивільне працевлаштоване населення становило 42 789 осіб. Основні галузі зайнятості: освіта, охорона здоров'я та соціальна допомога — 23,0 %, виробництво — 12,7 %, роздрібна торгівля — 12,1 %.

## Українці у Кліфтоні
В 2021-му році на День Незалежності України у Кліфтоні міська адміністрація піднімала український прапор. Після цього підняття прапору 24-го серпня відбуваєтсья щорічно.
У місті проживає чисельна українська громада, яка утворила власні організації. 
Православні церкви:
- Покровська (St Mary Protectress Ukrainian Orthodox Church)[19]
- Свято-Вознесенська (Ukrainian Orthodox Holy Ascension Cathedral)[20]

Фінансові установи:
- Два відділення кредитної спілки Nova UA Federal Credit Union[21]

Школи і гуртки:
- Рідна Школа Українознавства [22]

Громадські організації:
- Союз Українок Америки (UNWLA Branch 137)[23]
- Відділ Українського Конгресового Комітету Америки (UCCA Clifton/Passaic Branch)[24]

Фестивалі:
- Щорічний фестиваль української культури[25]

## Особистості
Кліфтон — місце народження американської актриси українського походження, номінантки кінопремії «Оскар» Віри Фарміґи (1973).